# Raßler von Gamerschwang
Raßler von Gamerschwang ist der Name eines schwäbischen katholischen Adelsgeschlechts, das auf eine seit dem 16. Jahrhundert in Meersburg und Konstanz ansässige Familie von Beamten und Theologen zurückgeht. Der fürstbischöflich Konstanzsche Rat Jacob Christoph Raßler (1605–1665) wurde 1654 als Raßler von Kreenriedt in den Reichsadelsstand und sein gleichnamiger Sohn 1681 als Raßler von Gamerschwang in den Reichsfreiherrenstand erhoben. Die Familie erwarb die Güter Schloss Gamerschwang und Schloss Weitenburg, wodurch sie in die Reichsritterschaft aufgenommen wurde.

## Geschichte
Stammvater war Peter Raßler aus Mimmenhausen auf dem Gebiet der Reichsabtei Salem, der 1523 Bürger zu Hagnau am Bodensee wurde und vor 1557 starb.

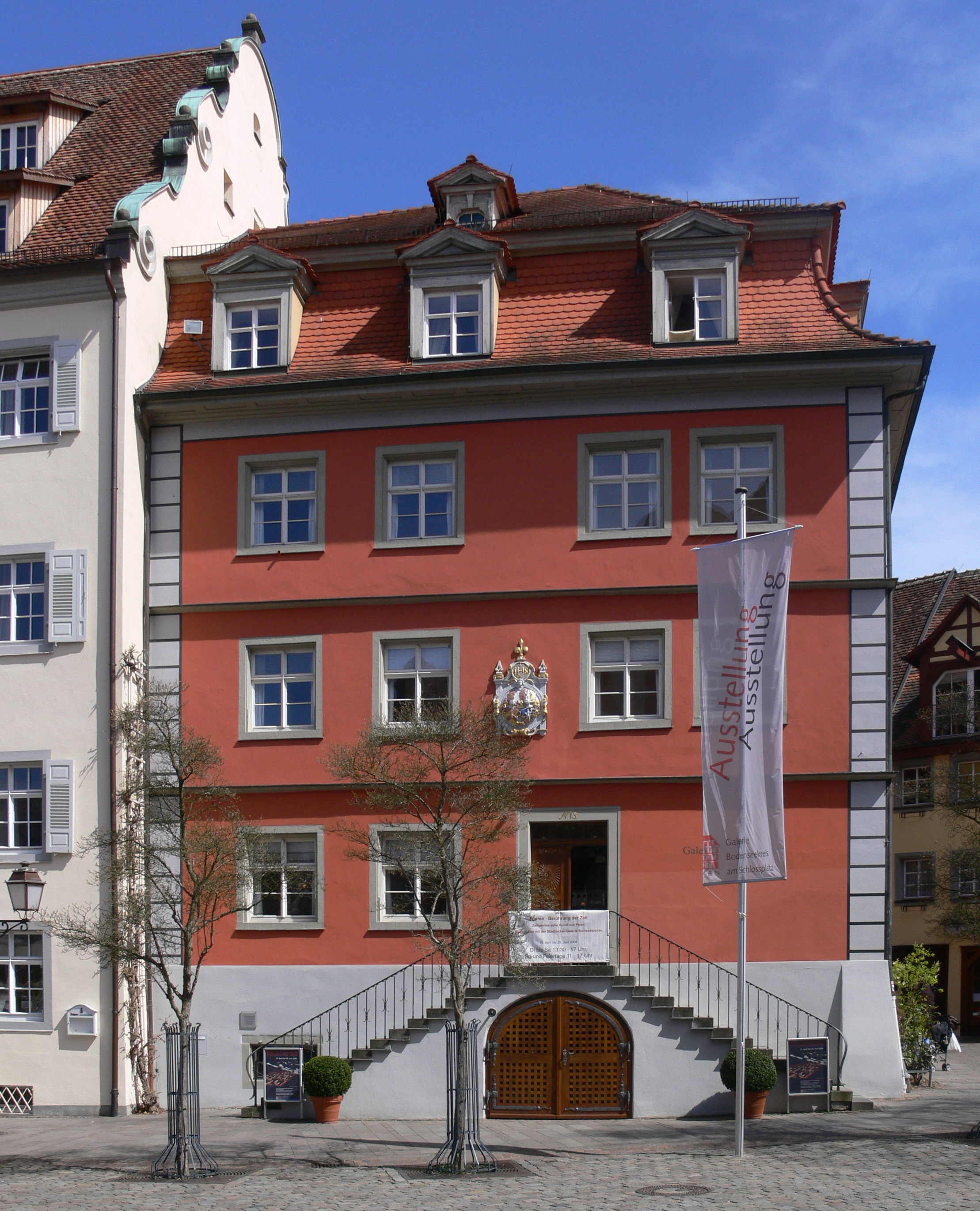
Das Hofkanzlerhaus in Meersburg

Eine Meersburger Linie wurde von Georg Raßler gegründet, der dort Stadtammann wurde. Dessen Sohn aus 1567 geschlossener dritter Ehe, Matthias Raßler (1589–1646), wurde um 1625 Bürgermeister von Meersburg, wo er das Hofkanzlerhaus (auch Rotes Haus am Schloßplatz 13) erbaute. Der in Siena studierte Bürgermeister war zugleich fürstbischöflich Konstanzscher Rat zu Meersburg und besaß 1626 auch kurzzeitig das Schloss Untergirsberg. An der Fassade des Hofkanzlerhauses befindet sich noch das Allianzwappen des Matthias Raßler und seiner Ehefrau Maria geb. Held, Tochter des fürstbischöflich Konstanzschen Sekretärs Lukas Held. Die beiden jüngeren Brüder des Bürgermeisters traten als Mönche in die Klöster Kreuzlingen und Überlingen ein.
Sein Sohn Franziskus, studierter Jurist, wurde Landweibel in Altdorf (heute Weingarten bei Ravensburg) und heiratete Johanna Koeberlin. Deren Sohn Johann Franz Anton Karl Raßler wurde Landschreiber der Landvogtei Schwaben im habsburgischen Vorderösterreich, deren Sitz seit 1647 in Altdorf war. Er wurde zugleich mit seinem Bruder Christoph Karl am 7. April 1690 in den rittermäßigen Adelsstand für das Reich und die Habsburgischen Erblande erhoben. Ebenfalls zum Meersburger Zweig gehörte der Jesuit Johann Evangelist Raßler, Professor für Philosophie und Theologie an der Universität Dillingen sowie 1708/13 der Universität Ingolstadt. In Dillingen lehrten auch die Jesuiten Franz Raßler (1649–1734) und Maximilian Raßler (1645–1719); Letzterer stammte aus Bad Waldsee.

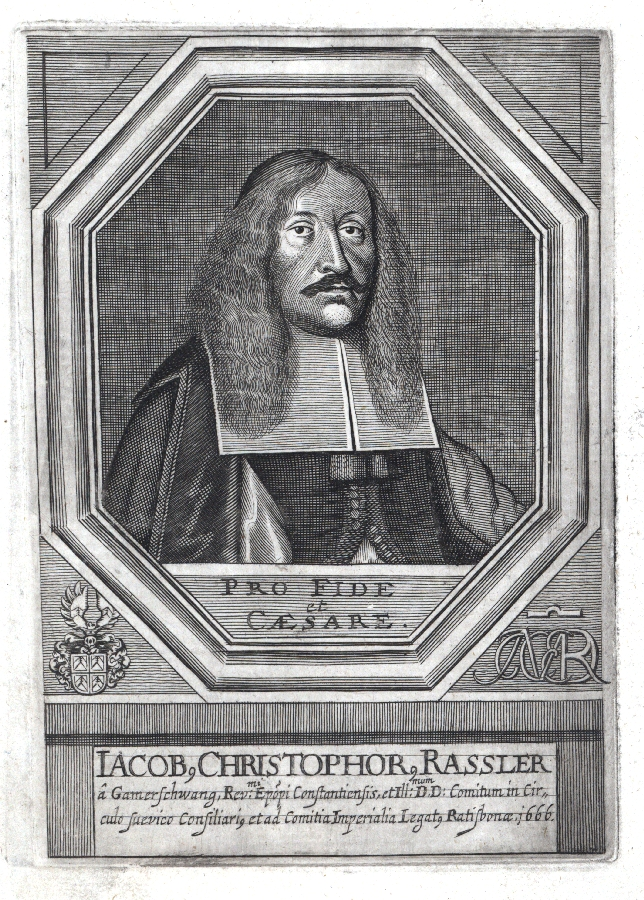
Jacob Christoph Raßler (1605–1665), fürstbischöflich konstanzischer Rat, Gesandter beim Reichstag

Den Konstanzer Familienzweigen entstammten die Theologen Christoph Raßler, Benediktinerabt der Reichsabtei Zwiefalten, und der Jesuit Johann Christoph Raßler, Professor in Dillingen, Ingolstadt und Rom. In fürstbischöflich Konstanzer Diensten machte Dr. iur. utr. Jacob Christoph Raßler (1605–1665) Karriere, indem er Rat und Diplomat des Fürstbischofs wurde und schließlich als Gesandter beim Reichstag in Regensburg das Hochstift Konstanz, die Fürstpropstei Ellwangen, das Fürststift Kempten, die Grafen von Fürstenberg und die Grafen des Schwäbischen Reichskreises vertrat. Zudem war er oberösterreichischer Kanzler. Er wurde am 5. Februar 1655 von Kaiser Ferdinand III. in den Reichsadelsstand mit dem Prädikat von Kreenried erhoben, da die Familie Raßler seit 1628 den Gutshof in Krähenried bei Pfullendorf als fürstenbergisches Lehen besaß.

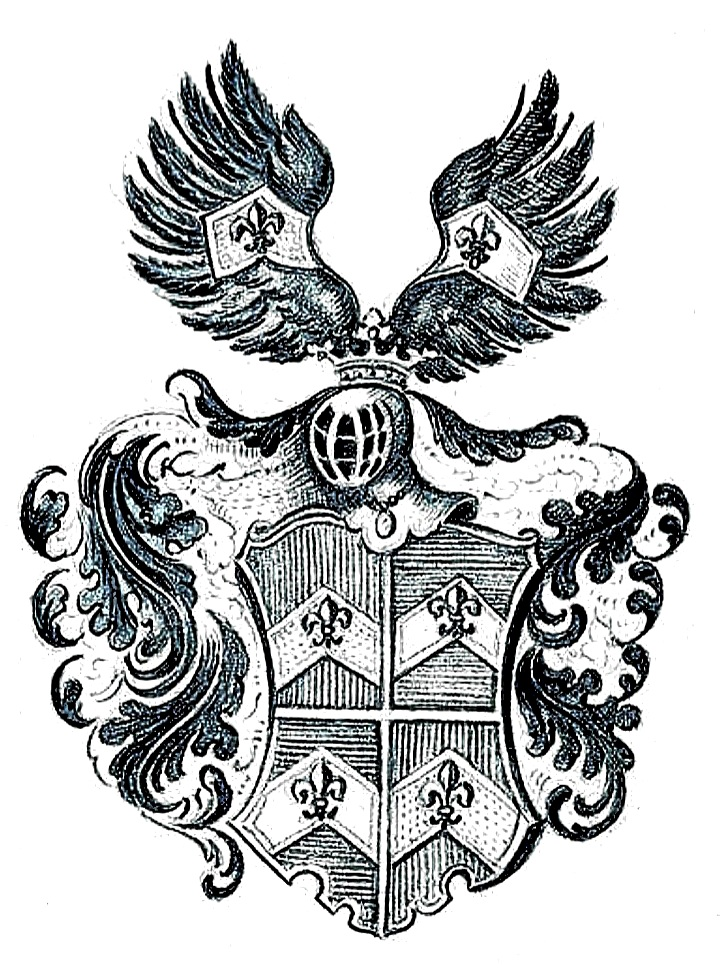
Wappen nach der „Wappenbesserung“ von 1655 mit dem Adelsbrief Kaiser Ferdinands III.

1660 erwarb er die Herrschaft Gamerschwang bei Ehingen als reichsritterlichen Sitz vom Kaiser zu Lehen. Die Herrschaft Gamerschwang gehörte in dieser Zeit zum Ritterkanton Donau (und kam 1805 an Württemberg).
Sein gleichnamiger Sohn, Jacob Christoph Raßler von Kreenriedt, Herr auf Gamerschwang und Krähenried, oberösterreichischer Regierungsrat und erbländisch-österreichischer Resident in München, erhielt zu Wien am 17. April 1672 das erbländisch-österreichische Prädikat von Gammerschwang (anstelle von Kreenried). Kaiser Leopold I. erhob ihn 1681 in den Reichsfreiherrenstand. Aus seiner Ehe mit Maria Barbara von Dornsperg stammte der Sohn Franz Christoph Freiherr Raßler von Gamerschwang, vermählt mit Maria Franziska Freiin von Hallweil; er erwarb 1688 die Burg Klamm in Tirol und erhielt für diesen Besitz 1691 die Aufnahme in die Tiroler Adelsmatrikel; seine Witwe verkaufte die Burg aber bereits 1692.
Ihr Sohn Ruprecht (Rupert) heiratete Maria Anna Vöhlin von Illertissen (aus der reichen Memminger Patrizierfamilie; siehe: Vöhlinschloss Illertissen) und erwarb 1698 die alte Burg Obernau, den einstigen Stammsitz derer von Ow, und 1720 das Schloss Weitenburg im Neckartal. Obernau wurde Sitz eines Patrimonial- bzw. Obervogteiamts (niedere Gerichtsbarkeit bis 1825); Joseph Rupert Freiherr Raßler von Gamerschwang ließ dort um 1750 ein kleines Barockschloss erbauen, ein ähnliches 1756 in Börstingen. Obernau wurde 1930 verkauft. Die im 19. Jahrhundert durch einen neugotischen Trakt ergänzte Weitenburg befindet sich bis heute im Besitz der Familie Raßler, ebenso Schloss Börstingen. Bis zur Mediatisierung im Jahre 1805 waren die Raßler in Weitenburg – wie in Gamerschwang – ebenfalls reichsunmittelbare Reichsritter, jedoch im Ritterkanton Neckar-Schwarzwald; 1805 kam Weitenburg unter die Staatsgewalt des Kurfürstentums Württemberg, aus dem 1806 das Königreich Württemberg hervorging. Zur Grundherrschaft gehörte auch Besitz in dem unterhalb der Weitenburg gelegenen Ort Börstingen (mit dem dortigen Schloss und der Ruine Siegburg), in Sulzau (heute Golfanlage unter der Weitenburg), Bieringen, Bittelbronn und Obernau.
Joseph Freiherr Raßler von Gamerschwang (1786–1863) begründete mit seiner zweiten Frau Natalie Freiin Leutrum von Ertingen die Linie Weitenburg, sein jüngerer Bruder Eduard (1801–1839) die Linie Gamerschwang, die mit Kuno (1869–1952) im Mannesstamm erlosch; dieser hinterließ das Schloss Gamerschwang seinen Töchtern Hedwig Braunmüller und Hildegard Ruß. Schloss Weitenburg gehört heute in neunter Generation Max-Richard Baron von Raßler, der es als Hotel mit Golfplatz betreibt.

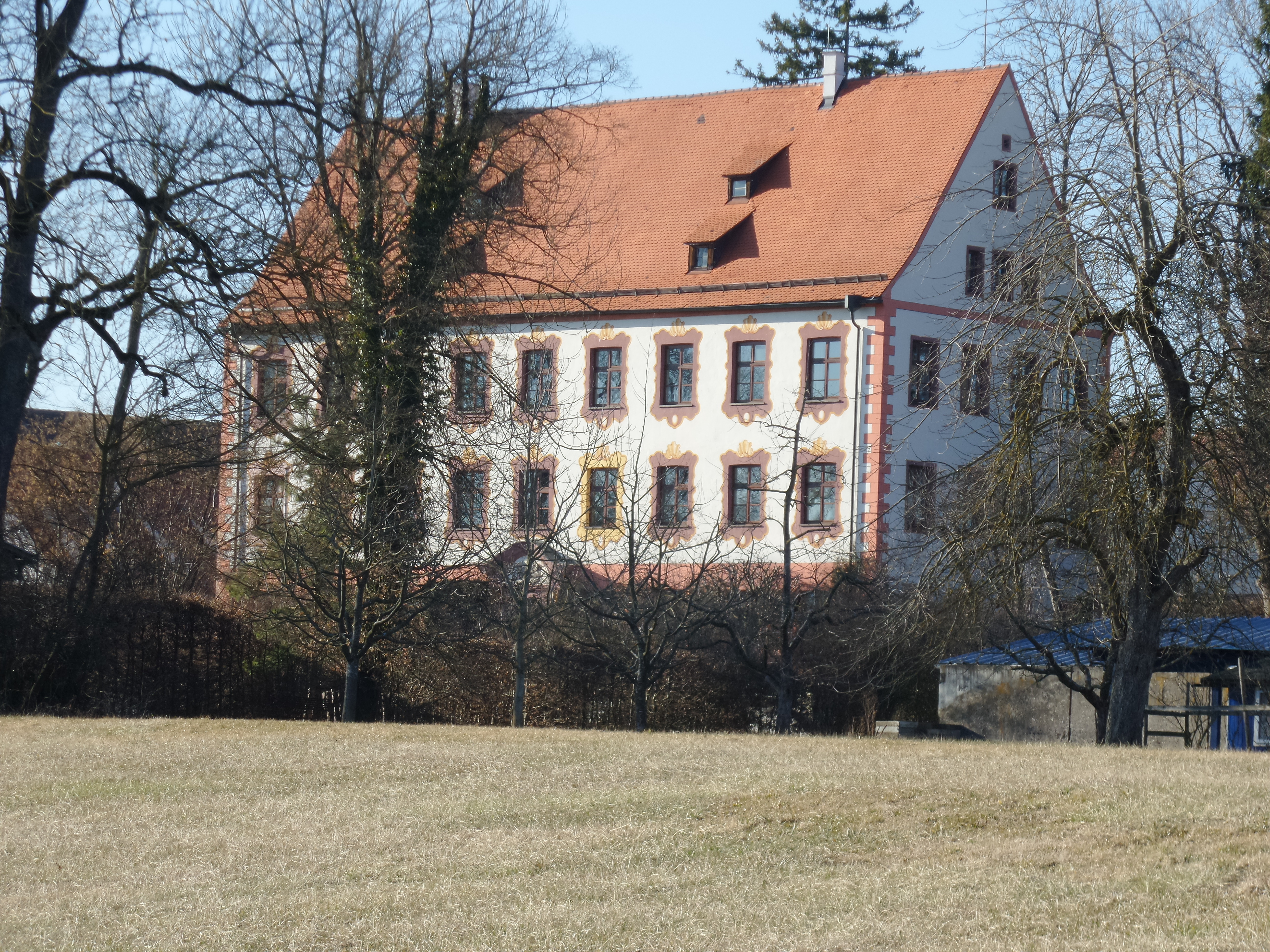
Schloss Gamerschwang
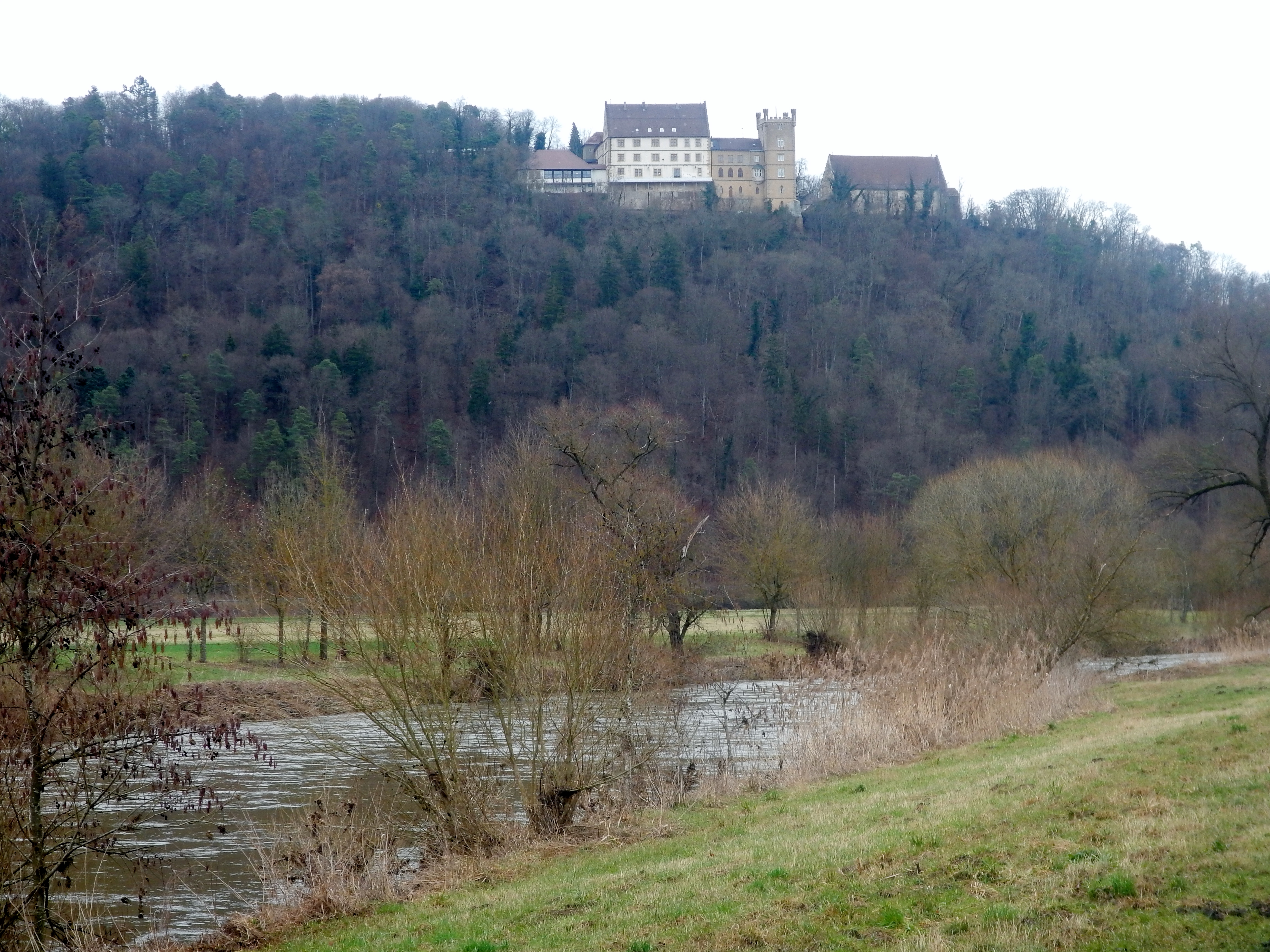
Schloss Weitenburg am Neckar

## Wappen

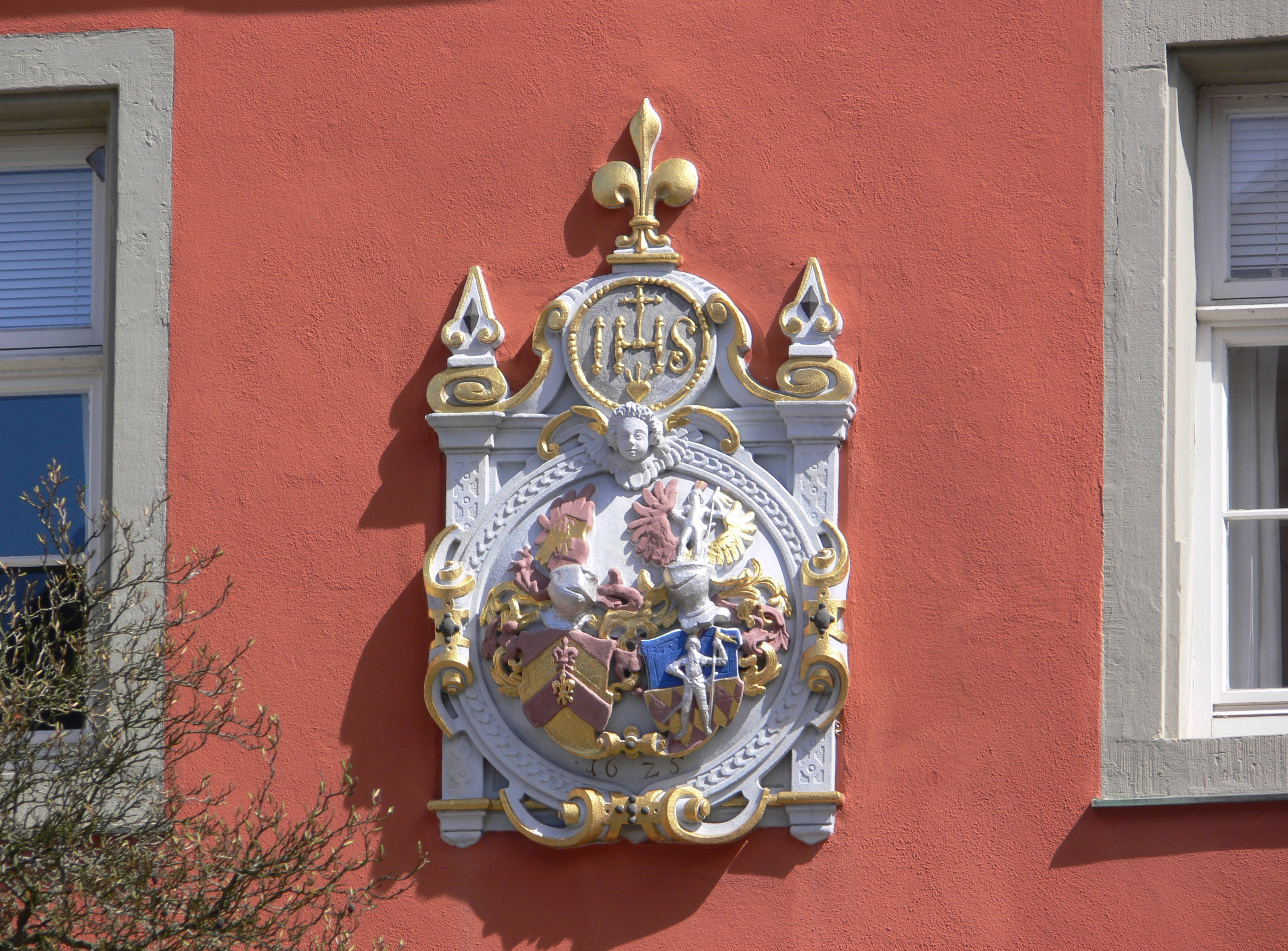
Hofkanzlerhaus in Meersburg, Allianzwappen aus Stammwappen Rassler (vorn) und Wappen Held (hinten), des Bürgermeisters Matthias Rassler und seiner Ehefrau Maria, geb. Held, 1625

Stammwappen (gemäß Siegeln des Ulrich Rassler von 1582 und des Jakob Rassler von 1600): Von Rot und Gold dreimal sparrenförmig geteilt (gesparrt), im goldenen Sparrengiebel eine rote und im roten eine goldene Lilie, auf dem Helm mit rot-goldenen Decken ein beiderseits von Rot und Gold dreimal sparrenförmig geteilter (gesparrter) Flug, im goldenen Sparrengiebel eine rote und im roten eine goldene Lilie.
Das Wappen (seit der Erhebung in den Freiherrenstand 1681): Geviert und belegt mit einem roten Herzschild, darin der goldene Buchstabe L (als Reverenz für Kaiser Leopold I.). Felder 1 und 4: In Rot ein mit einer roten Lilie belegter goldener Mittelsparren (abgeleitet vom Stammwappen). Felder 2 und 3: In Gold auf grauem Dreiberg ein dürrer Dornstrauch (Wappen der Maria Barbara, geb. von Dornsperg, Ehefrau des Jakob Christoph Raßler). Zwei Helme, auf dem rechten mit rot-goldenen Decken ein wie Feld 1 und 4 bezeichneter Flügel, auf dem linken mit schwarz-goldenen Decken ein wachsender barhäuptiger Jüngling in von Gold und Schwarz geteilter Kleidung, mit der Rechten eine von Schwarz und Gold geteilte Fahne, mit der Linken den Dornstrauch haltend.

## Familienmitglieder
- Jacob Christoph Raßler von Kreenriedt (1605–1665), fürstbischöflich Konstanzscher Rat, Gesandter beim Reichstag, oberösterreichischer Kanzler
- Christoph Raßler (auch Christophorus Raslerus; 1615–1675), Benediktiner, Theologe und Abt der Reichsabtei Zwiefalten
- Johann Christoph Raßler (auch Christoph Rassler, Christophorus Raslerus; 1654–1723), Jesuit, Theologe und Gelehrter
- Maximilian Freiherr Raßler von Gamerschwang (1856–1922) auf Weitenburg, kgl. württembergischer Kammerherr, Oberhofmeister der Königin Charlotte